# Notospartium glabrescens
Notospartium glabrescens é uma espécie vegetal da família Fabaceae.
Apenas pode ser encontrada na Nova Zelândia.